# Michael Ryan (doctor)
Michael Joseph Ryan (n. 1965) es un excirujano de trauma y epidemiólogo irlandés que se especializa en enfermedades infecciosas y salud pública. Es director ejecutivo del Programa de Emergencias Sanitarias de la Organización Mundial de la Salud y lidera el equipo responsable de la contención y el tratamiento internacional de la pandemia de COVID-19. Ryan ha ocupado puestos de liderazgo y ha trabajado en varios equipos de respuesta a brotes sobre el terreno para erradicar la propagación de enfermedades como la disentería bacilar, el cólera, la fiebre hemorrágica de Crimea-Congo, el ébola, la fiebre hemorrágica de Marburgo, el sarampión, la meningitis, la fiebre recurrente, la fiebre del Valle del Rift, SARS y Shigelosis.

## Primeros años y educación
Ryan es de la ciudad de Curry, cerca de Tubbercurry, en el condado de Sligo, Irlanda. Creció en la ciudad de Charlestown en el condado de Mayo. Su padre trabajaba como marinero mercante.
Ryan se formó en medicina en la Universidad Nacional de Irlanda, Galway. Recibió formación en ortopedia en Escocia. Tiene una Maestría en Salud Pública del University College Dublin. Más tarde completó una formación especializada en control de enfermedades transmisibles, salud pública y enfermedades infecciosas en la Health Protection Agency de Londres. Ryan también completó el Programa Europeo de Capacitación en Epidemiología de Intervención (EPIET, por sus siglas en inglés).

## Carrera

### Carrera temprana
En julio de 1990, Ryan se mudó a Irak con su novia y futura esposa, para capacitar a médicos iraquíes. Muy poco después de su llegada, ocurrió la invasión de Kuwait, que suspendió su trabajo y significó que él y su esposa se vieron obligados a trabajar como médicos en cautiverio, a menudo bajo coacción. Un convoy militar causó que un vehículo en el que viajaba el médico se saliera de la carretera, aplastándole múltiples vértebras. Finalmente, a Ryan y su esposa se les permitió salir de Irak debido a sus heridas. La severa lesión en la espalda le impidió trabajar como cirujano, por lo que hizo un cambio hacia los campos de la salud pública y las enfermedades infecciosas.
Ryan trabajó con la Fundación Bill y Melinda Gates en sus esfuerzos por erradicar las enfermedades infecciosas en África.

### Carrera en la OMS
En 1996, Ryan se unió a la Organización Mundial de la Salud para trabajar en una unidad recién inaugurada que se enfocaba en epidemias y enfermedades infecciosas bajo la dirección del experto en enfermedades infecciosas, David L. Heymann. Desarrolló pautas de respuesta al brote de sarampión como parte del equipo del Programa Ampliado de Inmunización (PAI) que implementó la vigilancia de la parálisis flácida aguda, que es la forma en que se erradica la poliomielitis.
De 2000 a 2003, Ryan fue coordinador de Respuesta a Epidemias en la OMS. En 2001, tenía su base en Uganda, donde dirigió un equipo de expertos internacionales involucrados en la contención de la epidemia del Ébola. Durante este tiempo, estuvo en áreas de conflicto como la República Democrática del Congo, donde los trabajadores humanitarios a menudo eran atacados y asesinados. En 2003 trabajó como Coordinador Operacional en el brote de SARS.
De 2005 a 2011, Ryan fue director de Operaciones Globales de Alerta y Respuesta de la OMS. Durante este tiempo, trabajó en el desarrollo del Centro de Operaciones Estratégicas de Salud y el Sistema de Gestión de Eventos de la OMS. Trabajó en la implementación del Reglamento Sanitario Internacional (RSI), entre otras tareas relacionadas con enfermedades infecciosas y respuestas de emergencia a patógenos y epidemias.
En 2011, Ryan dejó la OMS y regresó a Galway, Irlanda, para trabajar en la Iniciativa de Erradicación Mundial de la Polio (GPEI) en Pakistán, Afganistán y Oriente Medio, donde trabajó hasta 2017 para luego reincorporarse a la OMS.
En los primeros días de la crisis del ébola, Ryan fue epidemiólogo de campo, coordinador de campo, coordinador operativo o director durante la mayoría de los brotes de ébola notificados en África. De 2014 a 2015 se desempeñó como asesor principal de la Misión de las Naciones Unidas para la Respuesta de Emergencia al Ébola (UNMEER, por sus siglas en inglés) en África Occidental. Trabajó sobre el terreno en Guinea, Liberia y Sierra Leona.
De 2013 a 2017 Ryan trabajó en Oriente Medio como asesor principal sobre erradicación de la poliomielitis y emergencias para la Iniciativa Mundial de Erradicación de la Poliomielitis (GPEI, por sus siglas en inglés) de la Organización Mundial de la Salud. El objetivo era erradicar la poliomielitis en Pakistán y Afganistán. Coordinó el apoyo operativo y técnico a las actividades de respuesta al brote de poliomielitis en la región que incluía a Siria e Irak. En 2014, la directora general de la OMS, Margaret Chan, nombró a Ryan como miembro del Grupo Asesor de la OMS sobre la Respuesta a la Enfermedad por el Virus del Ébola, que fue copresidido por Sam Zaramba y David L. Heymann. Durante este tiempo tuvo su base en Islamabad, Pakistán, en el Centro Nacional de Operaciones de Emergencia (NEOC, por sus siglas en inglés), donde se mantuvo en contacto con el Gobierno de Pakistán.
De 2017 a 2019 Ryan se desempeñó como Subdirector General de Preparación y Respuesta ante Emergencias en el Programa de Emergencias Sanitarias de la OMS. En 2019, formó parte del liderazgo que creó el Informe de preparación global para la Junta de Seguimiento de la Preparación Global (GPMB, por sus siglas en inglés).
En 2019, Ryan se convirtió en Director Ejecutivo del Programa de Emergencias Sanitarias de la Organización Mundial de la Salud, reemplazando a Peter Salama en una reorganización interna.
Como parte de su trabajo con la Organización Mundial de la Salud, Ryan aparece en conferencias de prensa periódicas de la OMS sobre la pandemia de COVID-19. Ryan ha proporcionado respuestas a preguntas comunes sobre estrategias para combatir la pandemia y encontrar una vacuna. Con base en su experiencia en la República Democrática del Congo con el ébola, Ryan ha dicho que si bien el distanciamiento físico, los confinamientos y las restricciones de movimiento detendrán la propagación del COVID-19, la erradicación del virus requerirá intervenciones de salud pública a gran escala con un enfoque en los principios centrales de la contención: vigilancia basada en la comunidad, rastreo de contactos, aislamiento y cuarentena.
Además de sus actividades en la OMS, Ryan ha trabajado como profesor de salud internacional en el University College Dublin. Ha impartido clases y conferencias sobre medicina y salud pública a nivel de pregrado y posgrado.

## Otras actividades
- Red mundial de alerta y respuesta ante brotes epidémicos (GOARN), miembro fundador..[2][4]
- Miembro del Grupo Asesor Informal sobre la Respuesta a la Enfermedad por el Virus del Ébola.[16]
- Programas de Emergencias Sanitarias de la OMS, Comité Asesor y de Supervisión Independiente (2016-2017).

## Vida personal
En 1988, Ryan conoció a su esposa, Máire Connolly, en la escuela de medicina de Galway. Se casaron en 1997. Connolly también es médica y autora que se ha especializado en enfermedades infecciosas por formación y también trabajó en la Organización Mundial de la Salud. Es profesora de seguridad sanitaria y enfermedades infecciosas en la Universidad Nacional de Irlanda en Galway. Ellos tienen tres hijos.
Ryan actualmente reside en Ginebra, Suiza.

## Publicaciones y trabajos seleccionados
- Grein, Thomas (April 2000). «Rumors of Disease in the Global Village: Outbreak Verification». Emerging Infectious Diseases 6 (2): 97-102. PMC 2640857. PMID 10756142. doi:10.3201/EID0602.000201.
- McNabb, Scott JN; Chungong, Stella; Ryan, Mike; Wuhib, Tadesse; Nsubuga, Peter; Alemu, Wondi; Carande-Kulis, Vilma; Rodier, Guenael (29 de enero de 2002). «Conceptual framework of public health surveillance and action and its application in health sector reform». BMC Public Health 2 (1): 2. PMC 65598. PMID 11846889. doi:10.1186/1471-2458-2-2.
- Woods, Christopher W. (February 2002). «An Outbreak of Rift Valley Fever in Northeastern Kenya, 1997-98». Emerging Infectious Diseases 8 (2): 138-144. PMC 2732454. PMID 11897064. doi:10.3201/EID0802.010023.
- Roth, C. E. (22 de febrero de 2003). «WHO advocates investment in global infrastructure for outbreaks such as smallpox». BMJ 326 (7386): 447. PMC 1125323. PMID 12595391. doi:10.1136/BMJ.326.7386.447.
- Guerin, Philippe J; Brasher, Christopher; Baron, Emmanuel; Mic, Daniel; Grimont, Francine; Ryan, Mike; Aavitsland, Preben; Legros, Dominique (August 2003). «Shigella dysenteriae serotype 1 in west Africa: intervention strategy for an outbreak in Sierra Leone». The Lancet 362 (9385): 705-706. PMID 12957094. doi:10.1016/S0140-6736(03)14227-4.
- Connolly, Máire A; Gayer, Michelle; Ryan, Michael J; Salama, Peter; Spiegel, Paul; Heymann, David L (November 2004). «Communicable diseases in complex emergencies: impact and challenges». The Lancet 364 (9449): 1974-1983. PMID 15567014. doi:10.1016/S0140-6736(04)17481-3.
- Mackenzie, John S.; Drury, Patrick; Arthur, Ray R.; Ryan, Michael J.; Grein, Thomas; Slattery, Raphael; Suri, Sameera; Domingo, Christine Tiffany et al. (4 de septiembre de 2014). «The Global Outbreak Alert and Response Network». Global Public Health 9 (9): 1023-1039. PMC 4205922. PMID 25186571. doi:10.1080/17441692.2014.951870.
- Heymann, David L; Rodier, Guenael R; Ryan, Michael J (May 2015). «Ebola vaccines: keep the clinical trial protocols on the shelf and ready to roll out». The Lancet 385 (9980): 1913-1915. PMC 7133714. PMID 25843891. doi:10.1016/S0140-6736(15)60645-6.
- Mbaeyi, Chukwuma; Ryan, Michael J.; Smith, Philip; Mahamud, Abdirahman; Farag, Noha; Haithami, Salah; Sharaf, Magdi; Jorba, Jaume C. et al. (3 de marzo de 2017). «Response to a Large Polio Outbreak in a Setting of Conflict — Middle East, 2013–2015». MMWR. Morbidity and Mortality Weekly Report 66 (8): 227-231. PMC 5657899. PMID 28253229. doi:10.15585/MMWR.MM6608A6.
- Mercer, Laina D.; Safdar, Rana M.; Ahmed, Jamal; Mahamud, Abdirahman; Khan, M. Muzaffar; Gerber, Sue; O’Leary, Aiden; Ryan, Mike et al. (11 de octubre de 2017). «Spatial model for risk prediction and sub-national prioritization to aid poliovirus eradication in Pakistan». BMC Medicine 15 (1): 180. PMC 5635525. PMID 29017491. doi:10.1186/S12916-017-0941-2.
- Barry, Ahmadou; Ahuka-Mundeke, Steve; Ali Ahmed, Yahaya; Allarangar, Yokouide; Anoko, Julienne; Archer, Brett Nicholas; Aruna Abedi, Aaron; Bagaria, Jayshree et al. (July 2018). «Outbreak of Ebola virus disease in the Democratic Republic of the Congo, April–May, 2018: an epidemiological study». The Lancet 392 (10143): 213-221. PMID 30047375. doi:10.1016/S0140-6736(18)31387-4.